# Aloe schelpei
Aloe schelpei är en grästrädsväxtart som beskrevs av Gilbert Westacott Reynolds. Aloe schelpei ingår i släktet Aloe och familjen grästrädsväxter. Inga underarter finns listade i Catalogue of Life.